# Султана Кандиляри
Султана Кандиляри (на гръцки: Σουλτάνα Κανδηλιάρη) e гръцка учителка и деятелка на Гръцката въоръжена пропаганда.

## Биография
Султана Кандиляри е родена в 1889 година в гъркоманско семейство. Български революционни дейци от Вътрешната македоно-одринска революционна организация убиват майка ѝ и баща ѝ. Султана става гръцка учителка в село в Костурско. През пролетта на 1907 година училището е нападнато от българска чета, начело с войводата Мирче и Султана Кандиляри е убита.